# التهاب الدماغ والنخاع الفيليويسكي
التهاب الدماغ والنخاع الفيليويسكي (في إي) هو اضطراب عصبي مترقي مميت ومنتشر بشكل حصري بين سكان ساخا (لاكوت / ياكوت) في وسط سيبيريا. تشير التقارير إلى حدوث ما يقارب 15 حالة جديدة كل عام. يُعتبر التهاب الدماغ والنخاع الفيليويسكي مرضًا نادر الحدوث وما تزال الأبحاث حوله محدودة للغاية. في الوقت الحالي، لا تتوفر معلومات كافية حول العوامل المسببة، ومنشأ المرض والجينات التي تُحتمل مشاركتها في تطوره، لكن أمكن إجراء العديد من الأبحاث بهدف إيجاد الإجابات.  تتراوح فترة بقاء الأفراد المصابين بالمرض بين بضعة شهور إلى عدة سنوات فقط. يتبع التهاب الدماغ والنخاع الفيليويسكي ثلاثة مسارات رئيسية للإصابة بالعدوى: الشكل الحاد، والشكل تحت الحاد الذي يتراجع نحو الشكل المترقي والشكل المزمن. في البداية، يختبر المرضى المصابون مجموعة من الأعراض مثل: الصداع الشديد، والهذيان، والخمول، والحالة السحائية، وبطء الحركة وانعدام التنسيق. يموت عدد قليل من الأفراد المصابين خلال الطور الحاد من المرض نتيجة الغيبوبة الشديدة. يُعد التهاب الدماغ والنخاع الفيليويسكي مميتًا في جميع حالاته.

## الفيزيولوجيا المرضية
حتى عام 2007، أشارت التقارير إلى إصابة ما يقل عن 500 فرد من الياكوت بالتهاب الدماغ والنخاع الفيليويسكي. يمكن تصنيف التهاب الدماغ والنخاع الفيليويسكي كاضطراب عصبي مترق نهايته موت الفرد المصاب. يمتلك المرض ثلاثة أطوار مميزة: الشكل الحاد، والشكل المترقي والشكل المزمن.
يتميز الشكل الحاد بحدوثه الأسرع والأعنف من بين جميع مراحل المرض. يبدأ هذا الشكل بحالة مميزة من تيبس العضلات، مصحوبة بثقل في الكلام، وصداع شديد ومبالغة في الأعراض الشبيهة بالزكام. عادة ما يموت المرضى خلال أسابيع من تطور الأعراض الأولية. تشير فحوصات تشريح الجثث الروتينية إلى ما يلي: التهاب شديد في بطانة الدماغ، وعناقيد من الخلايا والنسج الميتة وزيادة كبيرة في كميات الخلايا البلعمية الكبيرة والخلايا اللمفاوية.
يتميز الشكل المترقي بأنه الحالة الأكثر شيوعًا للمرض. يختبر المرضى في البداية مجموعة من الأعراض شبه الحادة لكنها تكون أقل شدة، لتبدأ هذه الأعراض في التراجع خلال أسابيع قليلة. بعد انتهاء الطور تحت الحاد، يختبر المرضى بعض الأعراض معتدلة الشدة بما في ذلك بعض التغيرات السلوكية، وانعدام التنسيق وصعوبة الكلام. يتطور المرض في النهاية إلى شكله الكامل ليختبر أولئك المصابون أعراض المرض المميزة بما في ذلك تيبس العضلات، وثقل الكلام وتدهور الوظائف المعرفية. في النهاية، تتدهور وظائف الدماغ بسرعة ما يؤدي إلى الموت.
يزعم العديد من المرضى المصابين بشكل المرض المزمن عدم تعرضهم نهائيًا للهجمات الحادة. يختبر هؤلاء المرضى مقاييس مختلفة من العجز ويعانون من التدهور العقلي لبقية حياتهم. عادة ما يعيش هؤلاء المرضى حتى الشيخوخة ليتوفوا لاحقًا نتيجة الأمراض العديدة الأخرى.
في جميع الحالات تقريبًا، يتسم التهاب الدماغ والنخاع الفيليويسكي بتغيراته المميزة. يظهر بدء المرض عددًا زائدًا من الخلايا اللمفاوية وزيادة في تركيز البروتين – مع تناقص هذه الأعداد على مر السنوات. تساعد هذه العوامل أطباء الأعصاب على تحديد شكل التهاب الدماغ والنخاع الفيليويسكي بالاستناد إلى الترقي. تشمل التغيرات المميزة التي تظهر في الدماغ: السحايا الملتهبة زائدة الثخانة، والآفات القشرية التنخرية، والزيادة في عدد الخلايا اللمفاوية والموت العصبوني.